# 8614 Svedhem
8614 Svedhem è un asteroide della fascia principale. Scoperto nel 1978, presenta un'orbita caratterizzata da un semiasse maggiore pari a 3,1495478 au e da un'eccentricità di 0,1957512, inclinata di 3,11037° rispetto all'eclittica.